# Cukernatka kapská
Cukernatka kapská (Promerops cafer) je druh pěvce z čeledi cukernatkovitých (Promeropidae). Samci dorůstají 34–44 cm a jsou celí šedo-hnědí s jasně žlutými spodními krovkami ocasními, výrazně prodlouženými ocasními pery a dlouhým, tmavým, mírně zahnutým, na konci zašpičatělým zobákem. Samice dorůstají sotva 25–29 cm a v porovnání se samci mají výrazně kratší ocas a méně nápadné žluté zbarvení na spodních krovkách ocasních. Vyskytuje se na západě, jihu a východě Kapska v Jihoafrické republice, kde je vázána na porosty proteovitých (Proteaceae), opyluje však též proteám podobné rostliny rodu Oldenburgia z čeledi hvězdnicovitých. Ačkoli se živí převážně nektarem těchto rostlin, který z trubkovitých květů hravě získává pomocí svého dlouhého zobáku a kartáčovitého jazyka, požírá také pavouky a hmyz. Při námluvách hrají prodloužená ocasní pera samců významnou roli, samice si totiž na základě jejich délky vybírají nejvhodnějšího partnera.